# Lista de municípios da Catalunha

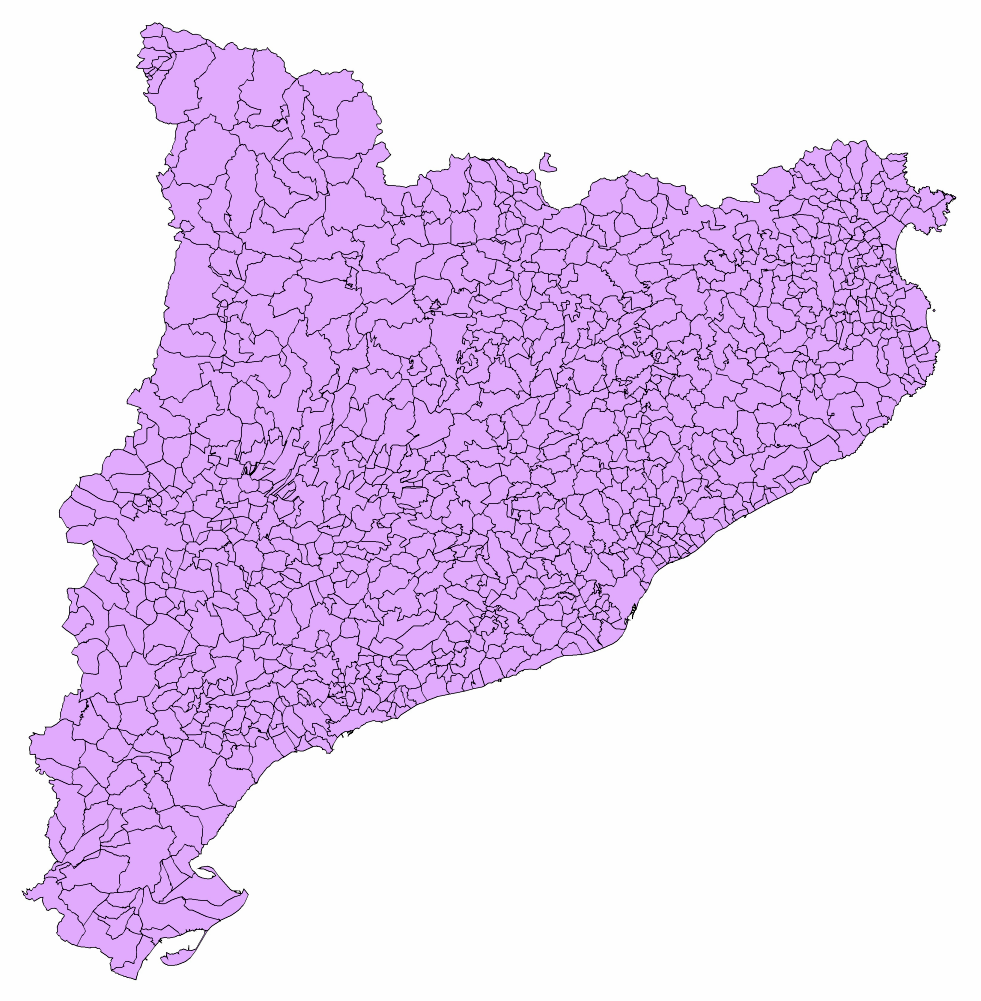
Mapa municipal da Catalunha (Espanha). 2003

O município é o local básico da organização territorial da Catalunha. O governo e a administração municipais correspondem ao ajuntamento, formado pelo prefeito ou prefeita e os concelheiros. Estes últimos são elegidos pelos vizinhos dos municípios mediante sufragio universal, igual, libre, directo y secreto.

## Listas de Municípios por províncias
- Municípios de Barcelona
- Municípios de Girona
- Municípios de Lérida
- Municípios de Tarragona